# Réserve naturelle des îles Nanji
La réserve naturelle des îles Nanji est une réserve naturelle nationale située dans le district de Pingyang de la province du Zhejiang en Chine. Elle a été reconnue par l'Unesco en 1998 en tant que réserve de biosphère.